# 天宫二号
天宫二号是中华人民共和国的一个空间实验室，也是921-2空间站计划的一部分。由中国空间技术研究院研制，與天宮一號目標飛行器同級。設計在軌壽命兩年，设计可同时承载三名航天员在轨工作。
2016年9月15日晚22时04分09秒，天宫二号由长征二号F改进型运载火箭（T2）从酒泉卫星发射中心发射升空。任务期间，它先后完成与神舟十一號载人飞船和天舟一号货运飞船交會對接，成为中国首个以验证航天员中長期（約三十天左右）在轨滯留为目标的空间站。2019年7月19日21时06分，天宫二号再入大气层，任务结束。

## 背景
1992年，中國政府決定實施載人航天工程，並確定了中國載人航天工程「三步走」的發展计划。第一步是發射載人飛船，神舟五號和神舟六號成功飛行，標誌第一步的完成。第二步是完善航天員出艙活動技術、空間飛行器的交會對接技術，解決有一定規模的、短期有人照料的空間應用問題。神舟七號任務標誌着中國掌握了出艙活動關鍵技術；天宮一號與神舟八號和神舟九號交會對接，標誌着中國掌握了自動和手動交會對接技術；神舟十號飛行任務是工程第二步第一階段任務的收官之戰。第二步第二階段也緊接第三步的開始，為空間實驗室階段，包括發射天宮二號、天宮三號試驗中期駐守與補給任務。因為第三步的目的，不只是為了建造空間站，而是解決有較大規模的、長期有人照料的空間應用問題，屆時中國將如國際太空站一樣，輪流派出值班太空站的常年在軌隊伍，並不斷進行研究和技術更新。
原有消息称，天宫一号成功地完成了「三步走」規劃的第二步的第一阶段、第二階段，工程人员决定跳過天宫二号原設計，直接提高天宫二号的质量，约十三吨，即原计划2017至2018年发射的天宫三号的质量级别。但2016年3月21日，中国载人航天工程办公室宣布天宫一号超期服役两年半，在完成各项在轨试验后已完成其歷史任務，其功能于近日失效並终止数据連接，将落入地球大气层烧毁。同時因為天宮一號飞行寿命延长，完成任務超越預估，最後決定採用消耗燃料较少且更快的方案，即计划使用已完成研制的天宫一号目标飞行器的备份器，对其进行所要求的改进后，由长征二号F改进型运载火箭（T2）或长征七号运载火箭从酒泉卫星发射中心发射升空替補，即类似天宫一号目标飞行器的发射情况。
將原定的天宫二號、三号的階段性任務整合後，預算一步到位的直接投入中國空間站中。天宮二號的发射成功使得包括神舟十一號、天舟一號等任務得以完成。而天宮二號也超期執行任務，於2019年退役墜入太平洋，之後的所有任務已經編入中國空間站中，並在之後天舟二號、神舟十二號開始進行中長期駐守的常態化任務。

## 设计
天宫二号是在天宫一号备份目标飞行器基础上改进研制而成，由实验舱和资源舱组成，总长10.4米，舱体最大直径3.35米，太阳帆板展开后翼展宽度约18.4米，起飞重量约8.6吨。
和主要用于验证空间交会对接技术的天宫一号目标飞行器不同，天宫二号是中国第一个真正意义上的空间实验室，具备长期无人值守和中期载人飞行能力，可进行地球观测、太空地球系统科学、太空应用新技术、太空技術、航天医学以及其他领域的应用和试验。天宫二号所完成的三大任务为中期驻留试验、推进剂在轨补加试验和在轨维修等空间站运行技术试验，全面验证未来的中国空间站建设所需要的关键技术。
天宫二号设计飛行壽命大于两年。天宮二號總設計師朱樅鵬透露，尽管上級下達的任務是要求飛行兩年，但實際上會飛更長的時間。之前中國天宮一號設計壽命也是兩年，但是卻服役長達四年多時間。

## 历程

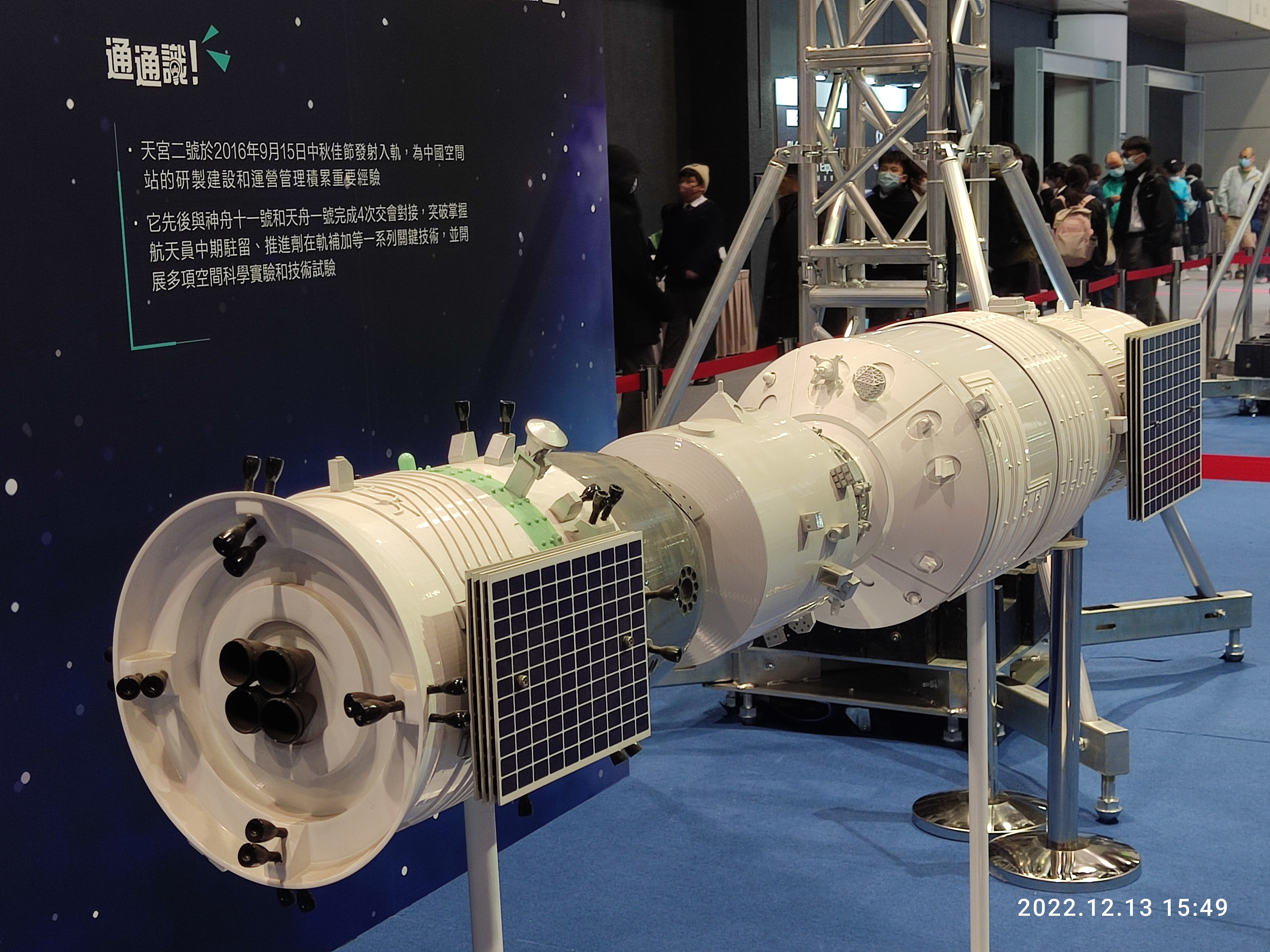
天宫二号（远处）与神舟十一号对接状态下的模型

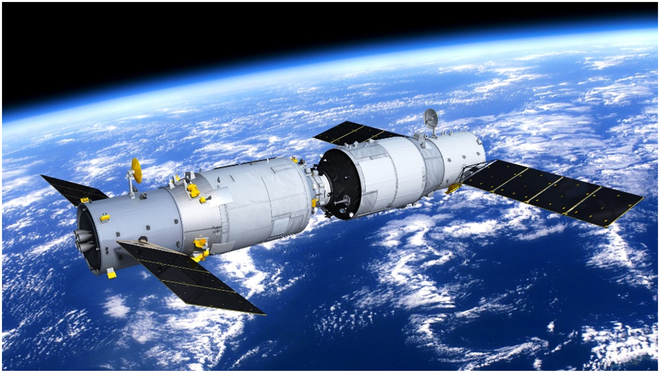
天宫二号（右）与天舟一号货运飞船（左）的组合体模拟图

- 2014年10月，天宫二号空间实验室开始进行总装工作。[10]

- 2015年1月3日，天宫二号空间实验室完成空间应用系统载荷设备安装并交付电测。[10]

- 2016年3月25日，用于发射天宫二号的长征二号F T2运载火箭完成总装工作，并进入测试阶段。[11]

- 2016年4月15日，天宫二号空间实验室完成大型试验后的总装并交付电测。[12]

- 2016年6月3日，长征二号F T2运载火箭通过出场测试质量验收，火箭测试工作全部完成。[13]

- 2016年7月7日，天宫二号空间实验室测试完成后开始从北京运往酒泉卫星发射中心。[14]

- 2016年7月9日，天宫二号空间实验室安全运达酒泉卫星发射中心，并开展发射场区的总装和测试工作。[14]

- 2016年8月6日，长征二号F T2运载火箭安全运达酒泉卫星发射中心，并开展发射场区的总装和测试工作。[15]

- 2016年9月9日，天宫二号空间实验室与长征二号F T2运载火箭组合体垂直转运到发射区调试，计划在9月15日至20日择机发射。[16]

- 2016年9月15日22时04分，天宫二号空间实验室使用长征二号F T2运载火箭在酒泉卫星发射中心成功发射升空，大约575秒后，天宫二号与助推火箭分离并成功进入预定轨道。[17]

- 2016年9月16日，在北京航天飞行控制中心精确控制下，天宫二号空间实验室先后进行两次变轨，进入高度约380公里的近圆在轨测试轨道。[18]

- 2016年9月22日18时41分，天宫二号空间实验室上的大部分载荷正式开始运行。[19]

- 2016年9月25日，天宫二号空间实验室经过轨道控制先后进行两次变轨，将其调整至距地面393公里的交会对接轨道，等待神舟十一号。[20]

- 2016年10月19日，03时24分，神舟十一号与天宫二号对接环接触；03时31分，神舟十一号与天宫二号成功完成自动交会对接；06时32分，两位航天员景海鹏和陈冬先后进入天宫二号空间实验室。[21]

- 2016年10月23日7时31分，天宫二号伴随卫星从天宫二号释放成功，将通过多次轨道控制后再次靠近天宫二号和神舟飞船组合体，并将在飞越组合体上空时进行成像观测。[22]

- 2016年10月25日，天宫二号伴随卫星飞越组合体上空并传回天宫二号空间实验室与神舟十一号飞船组合体的全貌。[23]
- 2016年11月17日12时41分，神舟十一号与天宫二号空间实验室分离。[24]

- 2017年4月22日12时23分，天舟一号货运飞船与天宫二号空间实验室顺利完成自动交会对接[25]。

- 2017年4月27日，天舟一号货运飞船与天宫二号成功完成首次推进剂在轨补加试验。这是中国实施的首次太空推进剂补加试验，标志着空间实验室飞行任务全部完成，中国载人航天工程第二步发展战略全面收官。

- 2017年6月15日，天舟一号货运飞船与天宫二号完成第二次推进剂在轨补加试验。

- 2017年6月19日，天舟一号完成与天宫二号的绕飞和第二次交会对接试验。

- 2017年9月12日，天舟一号完成与天宫二号的自主快速交会对接试验。
- 2017年9月17日16时15分，天舟一号在经过近5个月的飞行后，按计划与天宫二号完成分离。

- 2018年9月15日，天宫二号完成了在轨运行2年的目标。

- 2019年7月19日21时06分，天宫二号受控离轨再入大气层[26]，少量残骸落入南太平洋的無人海域中。

## 受控離軌
2019年7月13日，中国载人航天工程办公室发布消息称，天宫二号完成全部拓展实验，计划于当月19日择机受控离轨并再入大气层，少量残骸将落入南太平洋無人區的预定安全海域。当月19日21时06分，天宫二号成功受控离轨，在轨飞行时间为1036天22小时54分56秒，超期服役了近一年的时间。

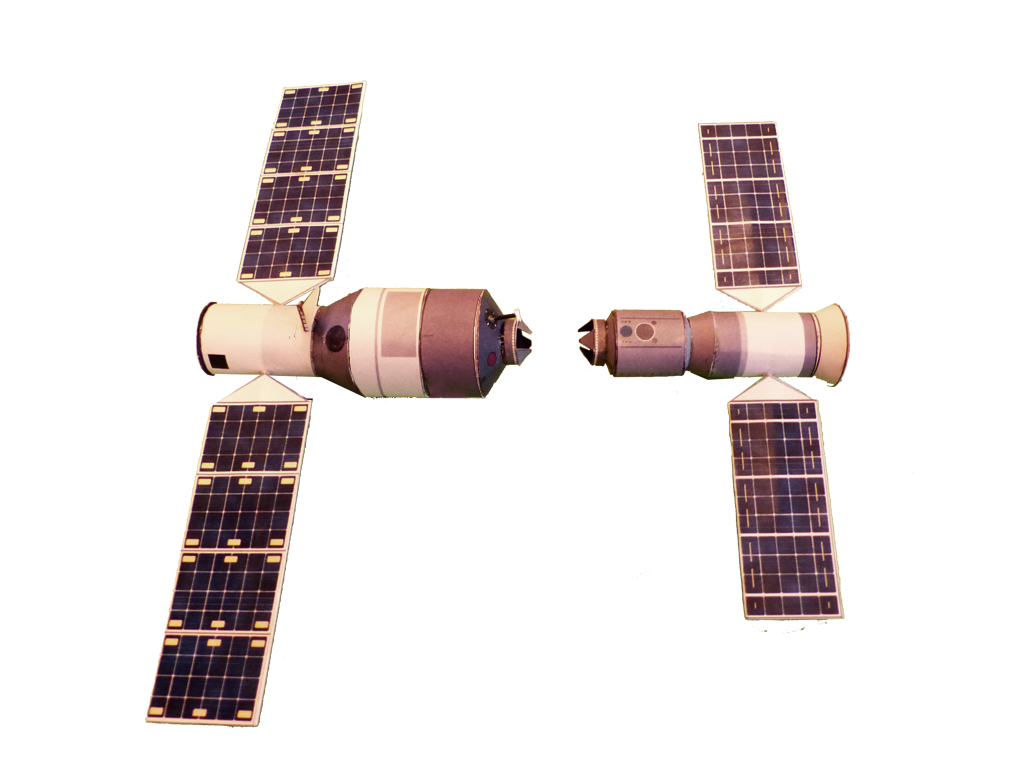
天宫二号与神舟十一号交会对接的模拟图。左侧即为天宫二号。